# Перси, Алан, 8-й герцог Нортумберленд
 Алан Иан Перси, 8-й герцог Нортумберленд (англ. Alan Ian Percy, 8th Duke of Northumberland; 17 апреля 1880 — 23 августа 1930) — британский пэр, армейский офицер и владелец газеты.

## Биография
Родился 17 апреля 1880 года в Лондоне. Четвёртый сын Генри Перси, 7-го герцога Нортумберленда (1846—1918), и леди Эдит Кэмпбелл (1849—1913), дочери Джорджа Кэмпбелла, 8-го герцога Аргайла. Получил образование в Итонском колледже и Крайст-черче в Оксфорде.
Алан Перси носил чин младшего лейтенанта 2-го добровольческого батальона Её Величества королевского западносуррейского полка, когда он поступил на службу в качестве младшего лейтенанта в Гренадерскую гвардию 24 января 1900 года. В марте 1900 года в составе 2-го батальона он отправляется в Южную Африку для усиления 3-го батальона во время Второй англо-бурской войны , и служил со своим полком там до окончания войны. За свою службу он получил медаль королевы Южной Африки. После окончания войны он вернулся в Великобританию в августе 1902 года. Во время службы адъютантом генерал-губернатора Канады он заключил пари пройти 111 миль от одного города до другого за три дня — несмотря на метели и сильный снегопад, он выполнил вызов и выиграл пари. Во время Первой мировой войны он служил в Гренадерской гвардии, работая с разведывательным отделом, чтобы предоставить свидетельства очевидцев сражений и линии фронта. Его брат лорд Уильям Перси также служил во время войны. Будучи раненым в 1915 году, он провел остаток войны, работая военным адвокатом. Он был произведен в кавалеры Ордена Почётного легиона. 1 октября 1918 года он был назначен пожалован чином почётного полковника 3-го запасного батальона Её Величества королевского западносуррейского полка.
Политически Нортумберленд был убеждённым тори и верным сторонником Палаты лордов. Он писал[что?] для журнала «Нэшнл Ревью» по военным вопросам.
С 1921 года он финансировал издательство Boswell Publishing Company, а затем в 1922 году и до самой своей смерти радикальный правый еженедельник «Пэтриот», который публиковал статьи Несты Вебстер и пропагандировал смесь антикоммунизма и антисемитизма.
В 1924 году он стал совладельцем газеты «Морнинг Пост».
Герцог был назначен лордом-лейтенантом Нортумберленда (1918—1930). В 1925 году он был удостоен ордена Подвязки. В последний год своей жизни он занимал должность канцлера Даремского университета, которую также занимал его отец. Его отец, 7-й герцог Нортумберленд, до самой своей смерти был олдерменом в совете графства Мидлсекс, и в июле 1918 года сын был избран на его место.

## Семья
18 октября 1911 года Алан Перси женился на леди Хелен Магдален Гордон-Леннокс (13 декабря 1886 — 13 июня 1965), дочери Чарльза Гордона-Леннокса, 7-го герцога Ричмонда (1845—1928). У них было шестеро детей:
- Генри Джордж Алан Перси, 9-й герцог Нортумберленд (15 июля 1912 — 21 мая 1940), погиб в бою во время Второй мировой войны
- Хью Элджернон Перси, 10-й герцог Нортумберленд (6 апреля 1914 — 11 октября 1988), 12 июня 1946 года он женился на леди Элизабет Монтегю Дуглас Скотт. У них семеро детей.
- Леди Элизабет Айви Перси (25 мая 1916 — 16 сентября 2008). Она вышла замуж за Дугласа Дугласа-Гамильтона, 14-го герцога Гамильтона, 2 декабря 1937 года. У них пятеро детей.
- Леди Диана Эвелин Перси (23 ноября 1917 года — 16 июня 1978), 29 апреля 1939 года она вышла замуж за Джона Эгертона, 6-го герцога Сазерленда. Детей у них не было.
- Лорд Ричард Чарльз Перси[англ.] (11 февраля 1921 — 20 декабря 1989). Получил образование в Итонском колледже и Крайст-черче в Оксфорде. Вступил в гвардейский гренадерский полк в 1941 году, служил с 1-м батальоном полка в Гвардейской бронетанковой дивизии в Северо-Западной Европе до выхода в отставку в звании майора в 1946 году; вступил в территориальный армейский полк Нортумберлендских гусар в 1947 году (подполковник, командующий 1958—1961). В течение 36 лет он преподавал зоологию в Ньюкаслском университете. 10 сентября 1966 года он женился на Саре Джейн Элизабет Нортон (1937—1978). У них было двое детей:
  - Элджернон Алан Перси (род. 17 марта 1969)
  - Джоселин Ричард Перси (род. 2 июня 1971)

Лорд Ричард Перси женился во второй раз на Клэр Кэмпбелл (1927—2015) в 1979 году.
- Лорд Джеффри Уильям Перси (8 июля 1925 — 4 декабря 1984); он женился на Мэри Элизабет Ли 27 мая 1955 года. У них была одна дочь:
  - Диана Рут Перси (род. 22 ноября 1956)

8-й герцог Нортумберленд скончался 23 августа 1930 года и был похоронен в Нортумберлендском склепе в Вестминстерском аббатстве. Ему наследовал его старший сын Джордж Перси, 9-й герцог Нортумберленд (1912—1940).

## Титулы
- 8-й герцог Нортумберленд (с 14 мая 1918)
- 8-й граф Перси (с 14 мая 1918)
- 6-й Лорд Ловайн, барон Алник, графство Нортумберленд (с 14 мая 1918)
- 11-й баронет Смитсон из Станвика, графство Йоркшир (с 14 мая 1918)
- 5-й граф Беверли, графство Йоркшир (с 14 мая 1918).

## Работы
- A Year Ago: Eye-witness’s Narrative of the War from March 30th to July 18th, 1915, with E. D. Swinton, Longmans, Green & Co., 1916.
- "The Realities of the Situation, " The Patriot, Vol. I, No. 1, 9 February 1922.
- First Jewish Bid For World Power, Reprinted from the Patriot, January, 1930.
- The Shadow on the Moor, 1930
- «La Salamandre» The story of a vivandière 1934